# Norge i olympiska sommarspelen 1952
Norge deltog med 102 deltagare vid de olympiska sommarspelen 1952 i Helsingfors. Totalt vann de fem medaljer och slutade på tionde plats i medaljligan.

## Medaljer

### Guld
- Sigve Lie, Thor Thorvaldsen och Hakon Barfod - Segling, dragon
- Erling Kongshaug - Skytte, 300 m gevär tre positioner
- John Larsen - Skytte, 100 m löpande hjort

### Silver
- Peder Eugen Lunde, Børre Falkum-Hansen och Vibeke Lunde - Segling, 5,5-metersklass
- Finn Ferner, Erik Heiberg, Tor Arneberg, Johan Ferner och Carl Mortensen - Segling, 6-metersklass